# Erwin Hornek
Erwin Hornek (* 14. Mai 1959 in Kautzen, Niederösterreich) ist ein österreichischer Politiker der ÖVP.

## Biografie
Erwin Hornek erlernte nach Abschluss der Pflichtschule den Beruf Landwirt in der Fachschule Edelhof bei Zwettl, den er auch seit 1980 ausübt.
Hornek war von 1985 bis 1990 Mitglied des Gemeinderates und von 1990 bis März 2010 Bürgermeister der Marktgemeinde Kautzen. Er war von 1989 bis 2011 Gemeindeparteiobmann in Kautzen und von 2000 bis 2012 Bezirksparteiobmann der ÖVP Waidhofen an der Thaya. Von 1999 bis 2013 war er Abgeordneter zum Österreichischen Nationalrat.
Erwin Hornek ist geschieden und hat einen Sohn.

## Funktionen im Nationalrat
Erwin Hornek war in der XXIII. Legislaturperiode in folgenden Ausschüssen tätig:
- Obfraustellvertreter des Umweltausschusses
- Mitglied im Ausschuss für Forschung, Innovation und Technologie, Ausschuss für innere Angelegenheiten, Rechnungshof-, Umwelt-, Wissenschaftsausschuss, sowie im Ständigen Unterausschuss des Rechnungshofausschusses

- Ersatzmitglied im Ausschuss für Konsumentenschutz, Ausschuss für Land- und Forstwirtschaft, Ausschuss für Wirtschaft und Industrie, sowie im Familienausschuss

## Auszeichnungen
- Großes Goldenes Ehrenzeichen für Verdienste um die Republik Österreich (2009)[1][2]